# Reclam Verlag

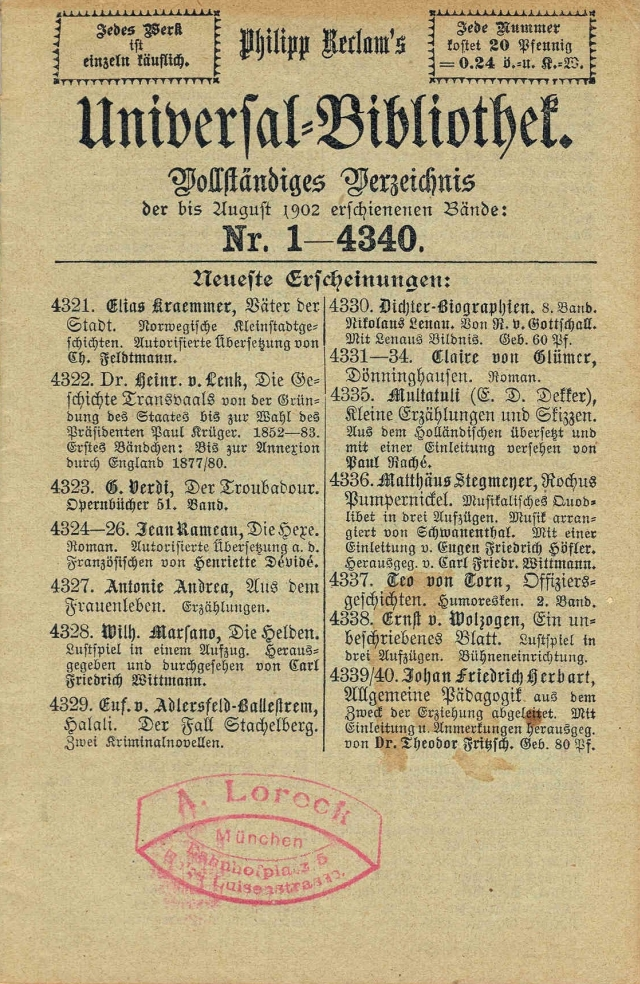
Catalogo del 1902

La Reclam Verlag è una casa editrice tedesca fondata nel 1828, generalmente riconosciuta come una delle principali in Europa e soprattutto nota per la collana di tascabili "Reclams Universal-Bibliothek". Fu fondata da Anton Philipp Reclam (1807–1896) ed è ancora proprietà dei suoi eredi. Nel 1839 aveva sue tipografie. Nel 1858 un'edizione di Shakespeare è uno dei primi libri di piccolo formato e costo ridotto, precursore di una caratteristica della casa editrice che si rafforza quando una nuova legge sul diritto d'autore permette alla casa d'avere la possibilità di stampare diversi libri (oltretutto a grande velocità, per le nuove rotative su cui ha investito). Il primo libro della collana "Universale Biblioteca" è un'edizione del Faust di Goethe (1867). La collana si stabilizza con circa 140 titoli all'anno. Nel 1908 viene festeggiato il n. 5000. Nel 1912 la casa editrice introduce la distribuzione automatica dei libri (nel 1917 ce ne sono circa duemila in funzione).
Nonostante la crisi economica dovuta all'inflazione nella Repubblica di Weimar, la casa riesce a mantenersi attiva e nel 1928 viene celebrato il centenario con un discorso di Thomas Mann. Con la presa del potere di Hitler però ricomincia un altro periodo difficile. Nel 1934 viene approvata una nuova legge sul diritto d'autore: la durata della protezione delle opere è di 50 anni dalla morte dell'autore (prima – in Germania – era 30).
Durante la seconda guerra mondiale, quando le fu proibito di pubblicare autori ebrei, e per il bombardamento di Lipsia del 4 dicembre 1943 (quando vennero distrutte 450 tonnellate di libri) ebbe forti perdite e ripercussioni. Anche dopo la guerra, con gli espropri legati alla partizione delle due Germanie, dovette subire difficoltà, diventare in parte a partecipazione statale (la sede di Lipsia) e trasferirsi a Stoccarda nel 1947 (allora zona di occupazione statunitense, quindi Repubblica Federale e infine dal 1990 Germania), per poi riprendersi. Infine, nel 1980 si è trasferita a Ditzingen. Intanto nel 1970, oltre al colore giallo tipico e brevettato, viene lanciata la serie bilingue in arancione, poi nel 1983 anche quella rossa. Nel 1992 torna a essere completamente privata.
Nel 1999 apre agli audiolibri, nel 2012 agli ebook.